# Wojna polsko-austriacka
Wojna polsko-austriacka – wojna pomiędzy Księstwem Warszawskim a Austrią w 1809 roku. Konflikt ten był częścią wojny napoleońskiej Francji z V koalicją, jednak wojska francuskie nie brały w nim bezpośredniego udziału. Wojna zakończyła się zwycięstwem Księstwa, które w jej wyniku znacząco powiększyło swoje terytorium i populację, uzyskując część ziem zaboru austriackiego. Taki wynik był możliwy dzięki dobremu dowodzeniu wojsk polskich oraz klęsce Austrii w prowadzonej równocześnie wojnie z Francją.
W bitwie pod Raszynem na początku kampanii armię Księstwa Warszawskiego, dowodzoną przez księcia Józefa Poniatowskiego, wspierały sojusznicze oddziały Królestwa Saksonii. W późniejszej fazie wojny przeciwko Austriakom walczyły wyłącznie wojska polskie.

## Przyczyny
Cesarstwo Austrii zostało pokonane przez napoleońską Francję w poprzedniej wojnie, stoczonej w 1805 roku. Po klęsce w bitwie pod Austerlitz cesarz Franciszek musiał zawrzeć z Napoleonem niekorzystny pokój w Preszburgu, na mocy którego Austria utraciła swoje posiadłości w Niemczech i Włoszech, a także Tyrol i Istrię. Pokonane cesarstwo musiało również zapłacić wysoką kontrybucję. Od tamtej pory austriaccy przywódcy chcieli odzyskać utracone terytoria i pozycję w Europie.
W 1809 roku sytuacja polityczna w Europie wydawała się rozwijać w sposób niekorzystny dla Francji, która była coraz bardziej zaangażowana w trudną do wygrania wojnę w Hiszpanii. Napoleon przerzucił prawie 200 tysięcy żołnierzy na Półwysep Iberyjski, co poważnie osłabiało jego siły w innych regionach Europy i pozwalało Austriakom myśleć o zbrojnym wystąpieniu przeciwko Francji. Na dworze w Wiedniu wpływy zyskała w tym czasie frakcja kierowana przez ministra spraw zagranicznych Johanna von Stadiona, pod której naciskiem zapadła decyzja o wojnie. Głównym teatrem działań miały być południowe Niemcy, gdzie Austriacy chcieli rozbić armię Napoleona i skłonić państwa Związku Reńskiego do przyłączenia się do koalicji antyfrancuskiej. Poza tym mniejsze siły miały zaatakować Królestwo Włoch, Dalmację, Tyrol i Księstwo Warszawskie. Austria nie mogła liczyć na bezpośrednią pomoc militarną ze strony innych mocarstw, otrzymała jednak wsparcie finansowe od Wielkiej Brytanii, z którą się sprzymierzyła.
Austriacki sztab przeznaczył do działań na ziemiach polskich liczący ponad 30 tysięcy żołnierzy korpus pod dowództwem arcyksięcia Ferdynanda d’Este. Jego celem był szybki podbój słabo bronionego Księstwa Warszawskiego, dzięki czemu Austriacy spodziewali się wciągnąć do wojny Prusy. W Wiedniu liczono, że król Prus przyłączy się do koalicji przeciwko Napoleonowi w zamian za odzyskanie ziem polskich, które utracił dwa lata wcześniej na mocy pokoju w Tylży. Jeśli natomiast Prusacy nie zgodziliby się na dołączenie do wojny, cesarz Austrii mógłby zaoferować tereny Księstwa carowi Aleksandrowi i w ten sposób spróbować sprzymierzyć się z Rosją, rozbijając przy tym jej sojusz z Francją. Dlatego też, choć atak na Księstwo Warszawskie miał niewielkie znaczenie militarne, jego waga polityczna była niebagatelna.

### Manewr austriacki na Warszawę

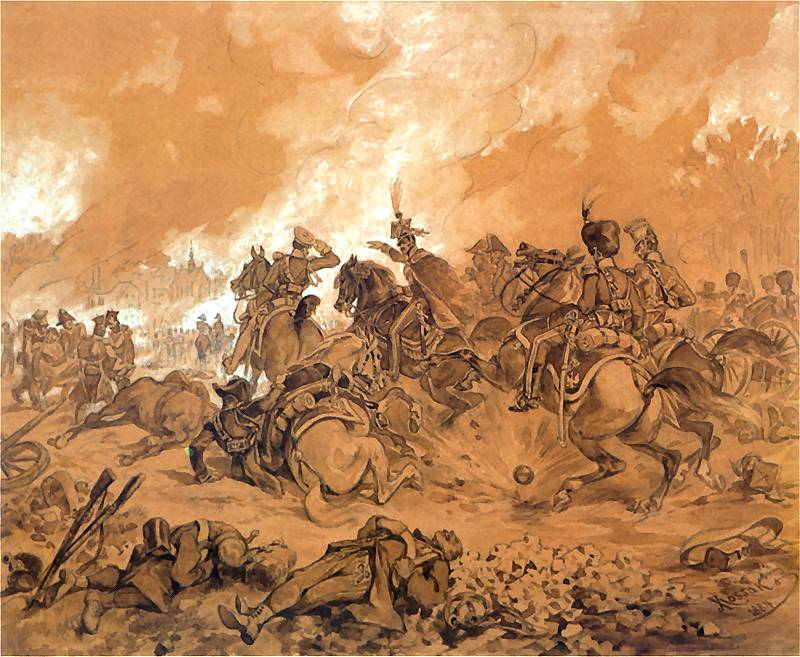
Książę Poniatowski pod Raszynem, mal. Juliusz Kossak

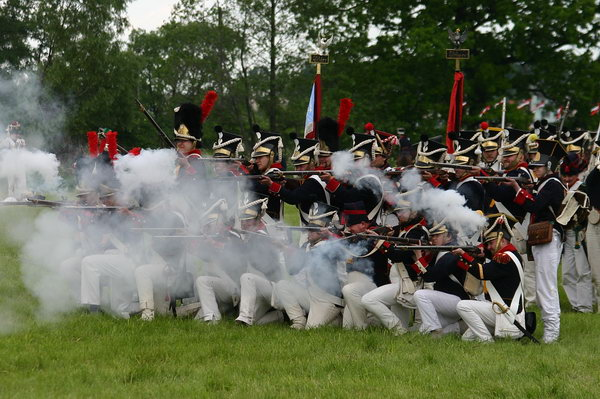
Pułk 4. Piechoty Księstwa Warszawskiego, rekonstrukcja bitwy pod Raszynem z 2006 r.

## Przebieg wojny

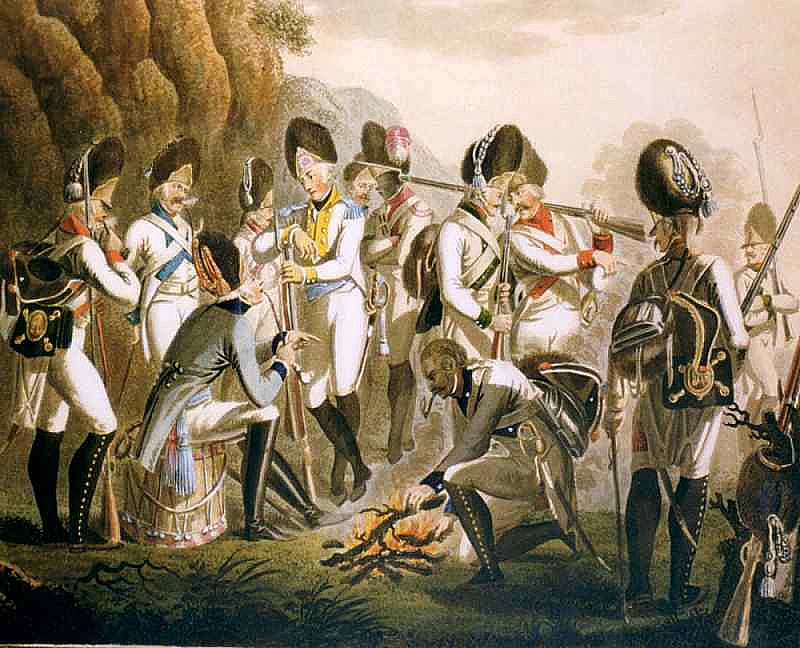
Pozbawione osłony wojsk francuskich Księstwo Warszawskie mogło liczyć jedynie na pomoc wojsk saskich

### Austriacki marsz ku Prusom
Po wybuchu w kwietniu 1809 nowej wojny austriacko-francuskiej, liczący 32 tys. korpus wojsk austriackich dowodzony przez arcyksięcia Ferdynanda d’Este uderzył na Księstwo Warszawskie. W Księstwie nie było wtedy wojsk francuskich, zaś polskie liczyły tylko 14 tys. żołnierzy. Niewielka liczba żołnierzy polskich wynikała z faktu zaangażowania przez Napoleona większości wojsk Księstwa w kampaniach poza granicami kraju. Stacjonujące na miejscu siły pozostawały pod dowództwem ks. Poniatowskiego. Postanowił on stawić opór Austriakom na przedpolach Warszawy.
Po nierozstrzygniętej bitwie 19 kwietnia pod Raszynem Austriacy zajęli Warszawę. Począwszy od bitwy raszyńskiej wojska saskie wycofały się z działań militarnych.

### Austriackie fiasko forsowania linii Wisły

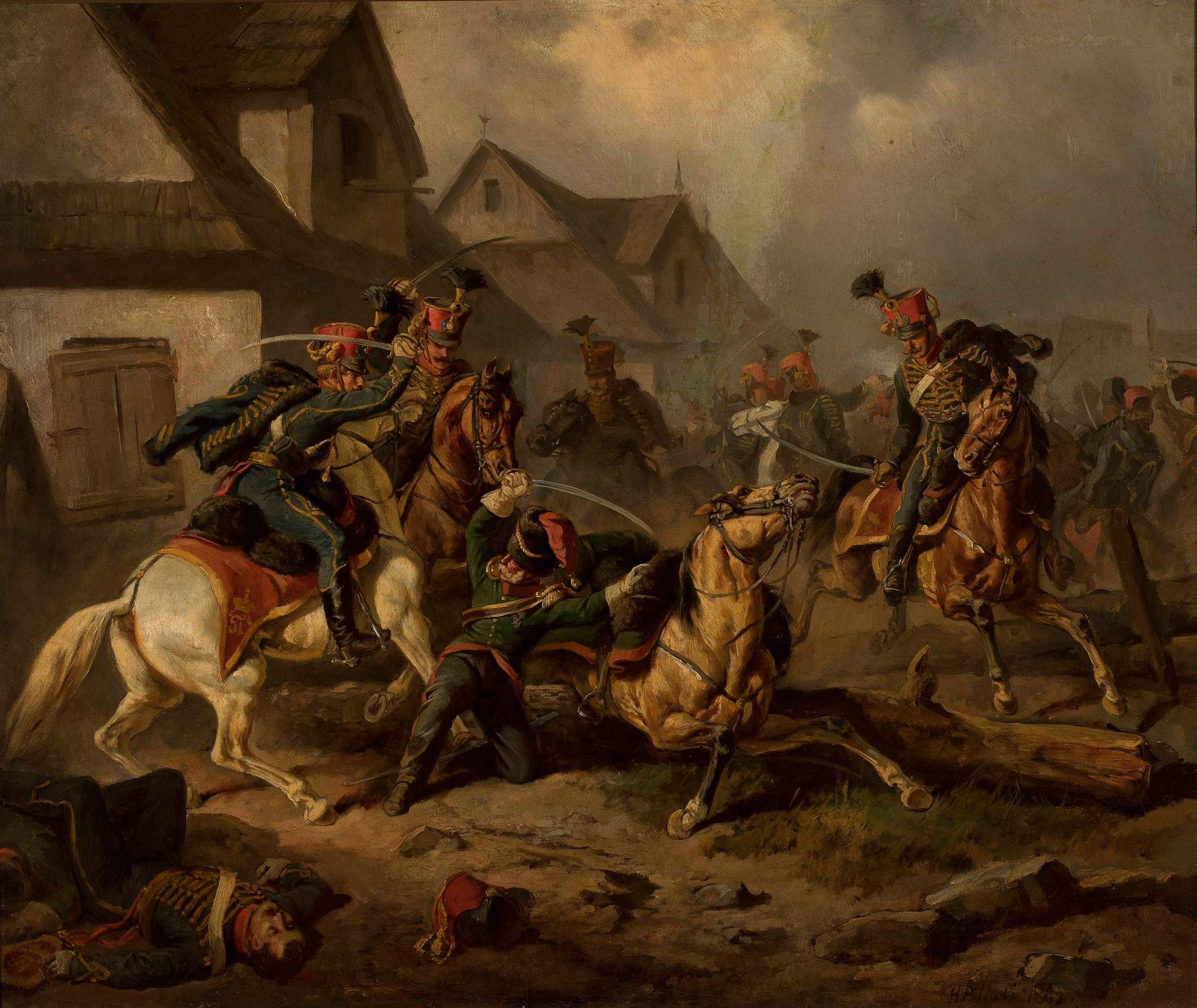
Śmierć Berka Joselewicza pod Kockiem, mal. Henryk Pillati

Gen. Poniatowski oddał nieufortyfikowaną stolicę i przegrupował swoje siły na prawą stronę Wisły na Pragę fortyfikowaną przez Napoleona w latach 1807–1809. Zmusiło to Austriaków do objęcia Warszawy garnizonem, który zamroził część sił i paradoksalnie odebrał tak charakterystyczną dla ich strategii inicjatywę. Następnie, próbując wyjść z impasu, Austriacy próbowali lądować na drugim brzegu rzeki. Garnizon praski pokonał jednostki austriackie pod Grochowem, Żeraniem i pod Ostrówkiem naprzeciw Góry Kalwarii, gdzie Austriacy budowali przeprawę mostową z drewna wycinanego w lasach wilanowskich. W tym ostatnim starciu gen. Sokolnicki, dowodząc dużo gorzej uzbrojonymi oddziałami polskimi, wziął do niewoli ponad 1000 jeńców. Kolejne porażki zmusiły Austriaków do pozostania na lewym brzegu.
Po zajęciu Warszawy część korpusu arcyksięcia d’Este wyruszyła na północ, docierając kolejno do Płocka i Torunia. Celem tych działań było rozciągnięcie terenu zajętego aż pod granice Prus. Austriacy dążyli bowiem do wciągnięcia Prus w wojnę przeciwko Francji.
Twierdza toruńska broniona pod dowództwem gen. Woyczyńskiego oparła się austriackim oddziałom, które po tym niepowodzeniu, a wobec rozciągnięcia szlaków komunikacyjnych i wobec bierności pruskiej, nie podjęły blokady. Siły austriackie skierowały się w kierunku na Poznań, gdzie stał gen. Jan Henryk Dąbrowski, a stamtąd również, nie osiągając blokady Poznania, marszem odwrotnym skierowały się na Warszawę.

### Powstanie polskie na Rusi
Wojska polskie kontynuowały natarcie na południe, do Galicji (zaboru austriackiego), trzymając się przy tym blisko Wisły tak, aby kontrolować sytuację. 27 maja 1809 r. Piotr Strzyżewski ze swoim oddziałem ruszył na południe. Kierując się na Sokal i Lwów, miał zamiar zająć Busk, Brody, Złoczów.
Prezesem polskiego rządu złoczowskiego mianował Tomasza Dąbskiego, a wiceprezesem Kownackiego. Piotr Strzyżewski pospieszył na uczynione przez obywateli wezwanie do Tarnopola, gdzie nominował miejscowe władze cyrkułowe z prezesem Michałem Konopką i z wiceprezesem Zabilskim. I tu zgłosił się do Piotra Strzyżewskiego chorąży krzemieniecki Gabriel Stanisław Rzyszczewski, wraz z 300 konnymi i z oddziałami kawalerii, hr. Marcin Amor Tarnowski – 60 ludźmi, hr. Adamem Potockim z 200 konnymi, Józefem Dwernickim, hr. Dulskim oraz Augustynem Trzecieskim, każdy ze 100 ludźmi. Organizacją piechoty miał w Tarnopolu zająć się Józef Marchocki i starano się formować batalion strzelców. W sumie oddział P. Strzyżewskiego liczył ok. 1200 ludzi, nie licząc formującej się piechoty. Do powstańczego miasta zdążały piesze i konne oddziały z cyrkułów Stryjskiego i Samborskiego, zorganizowane przez kpt. Piotra Terleckiego. Ruszyła kampania 1809 r. przeciw Austrii pod Tarnopolem, Wieniawką, Chorostkowem, Brzeżanami, Adamówką i Zaleszczykami, gdzie doszło do bitwy przeciw gen. Bickingowi 18 czerwca 1809 r. W czasie wojny z Austrią, na wieść o nadchodzącym wojsku polskim uformowano w Brzeżanach szwadron kawalerii pod dowództwem Alojzego Cykowskiego, a zarządca dóbr książąt Lubomirskich, Nowicki, wystawił kompanię strzelców z dóbr Brzeżany. W sumie oblicza się siły płk. Piotra Strzyżewskiego (1777–1854) na 250 kawalerzystów liniowych, 400 ochotników konnych, 300 strzelców pieszych oraz 4.000 pospolitego ruszenia.

### Manewr polski w kierunku Galicji

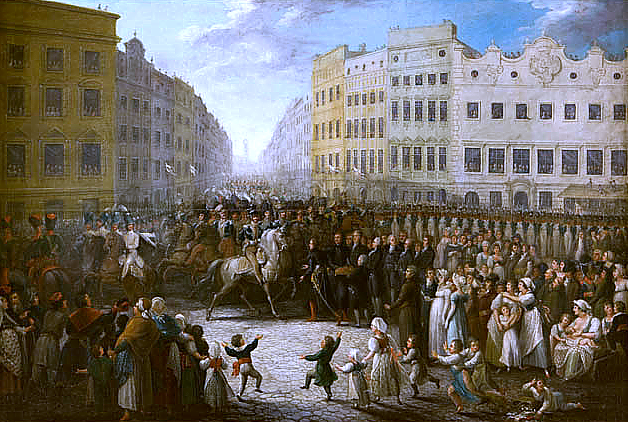
Wjazd księcia Poniatowskiego do Krakowa, obraz Michała Stachowicza z 1821 roku

Rezultatem działań wojennych na południu kraju było zajęcie Lublina, Sandomierza, Zamościa (w wyniku nocnego ataku na fortecę w ręce polskie dostało się 2000 jeńców i 40 armat), Lwowa i Krakowa. Zmusiło to główny korpus austriacki do opuszczenia Warszawy i podjęcia kontrofensywy, ale po klęsce wojsk austriackich w bitwie z Francuzami pod Wagram i wystąpieniu przeciw nim Rosji, sprzymierzonej z Francją, wojska austriackie opuściły terytorium Księstwa Warszawskiego.
W czasie kampanii 1809 Rosja była w sojuszu z Francją, więc nie mogła wystąpić przeciwko armii Księstwa Warszawskiego. W praktyce jednak jej armia szła na południe, niejako pilnując, aby Polacy nie wkroczyli do wschodniej Galicji, czyli na Lwowszczyznę i Tarnopolszczyznę. Znamienne było spotkanie u bram Krakowa, gdzie Rosjanie oświadczyli, że to oni zajmują miasto za ustępującymi Austriakami. Książę Józef Poniatowski, torując sobie drogę, wjechał do miasta, tym samym otwierając szansę na przyłączenie go do Księstwa. Rosjanie, jako sojusznicy Francji, nie mogli walczyć u bram Krakowa z Poniatowskim.

## Polskie władze cywilne w okresie wojny

### Miejsca postoju Rządu Księstwa Warszawskiego
Rząd po nierozstrzygniętej bitwie pod Raszynem, wobec oddania Austriakom Warszawy opuścił stolicę i udał się 21 maja 1809 roku do Torunia. W obliczu groźby, że miasto zostanie oblężone przez zbliżające się lewym brzegiem Wisły siły austriackie, rząd Księstwa udał się do Łomży. Po opuszczeniu Warszawy przez Austriaków w dniach 2–3 czerwca ministrowie powrócili do odzyskanej stolicy.

### Przejęcie administracji przez Polaków
2 czerwca 1809 na wyzwolonych ziemiach Galicji Wschodniej i Galicji Zachodniej książę Józef Poniatowski powołał w imieniu cesarza Napoleona I Rząd Centralny Wojskowy Tymczasowy Obojga Galicji.

## Skutki wojny
Zwycięska kampania polskiej armii, w połączeniu ze skutkami wojny francusko-austriackiej, rozstrzygniętej w bitwie pod Wagram, przyniosła Księstwu Warszawskiemu znaczne korzyści terytorialne. Na mocy traktatu pokojowego w Schönbrunnie terytorium państwa powiększyło się w 1809 roku o obszar III zaboru (tzw. Nowa Galicja) i częściowo I zaboru austriackiego (rejon Zamościa). Przyniosło to wzrost powierzchni Księstwa ze 104 tys. do 155 tys. km², a populacji z 2,6 mln do 4,3 mln osób.
Rejon Wieliczki stał się autonomicznym okręgiem pod wspólną administracją Księstwa i Austrii, przy czym obie strony miały na równych prawach korzystać z tamtejszych złóż soli. Natomiast należący dotąd do zaboru austriackiego obwód tarnopolski, opanowany w czasie wojny przez polskie oddziały pod dowództwem Piotra Strzyżewskiego, został przekazany Rosji. Wobec radości z wygranej wojny obronnej i powiększenia Księstwa fakt ten nie wpłynął zbytnio na polską opinię publiczną – inaczej niż po podobnych ustaleniach pokoju w Tylży w 1807 roku. Wówczas Napoleon zgodził się na oddanie leżącego w zaborze pruskim obwodu białostockiego Rosji, Pomorze i Warmia pozostały częścią Prus, a Gdańsk został wyodrębniony jako wolne miasto. Działania te wywołały wtedy rozczarowanie dużej części Polaków.
Nowe nabytki terytorialne Księstwa podzielone zostały na 4 departamenty (krakowski, lubelski, radomski i siedlecki) i 40 powiatów. Utworzona w wyniku wojny południowa granica Księstwa Warszawskiego, po utworzeniu Królestwa Polskiego w 1815, przetrwała w zbliżonym kształcie jako granica rosyjsko-austriacka do 1914 roku. Zmiany jej przebiegu obejmowały głównie okręg Krakowa, wydzielony jako wolne miasto po kongresie wiedeńskim i włączony do Austrii w 1846 roku.

## Zwiększenie rozmiarów Wojska Polskiego w czasie działań wojennych
Na wyzwalanych ziemiach armia Księstwa Warszawskiego spotkała się z przychylną postawą ludności. Wiele osób, zwłaszcza spośród młodzieży i mieszczan, wstępowało do formujących się regimentów. Nabytki terytorialne Księstwa Warszawskiego miały tutaj olbrzymie znaczenie i wprost przekładały się na wzrost potencjału militarnego. Poniższy wykaz dotyczy tej części formowanej kawalerii – tzw. pułki kawalerii galicyjsko-francuskiej – która wywodziła się z ziem wyzwolonych w wyniku wojny austriacko-polskiej
- Pułk 2. ułanów – wystawiony kosztem płk. Kazimierza Rozwadowskiego „i mieszkańców”, przemianowany rozkazem z dnia 7 grudnia 1809 na Pułk 8. ułanów XW
- Pułk 4. ułanów – wystawiony we Lwowie kosztem hr. Adama Potockiego i mieszkańców Lwowa, przemianowany rozkazem z dnia 7 grudnia 1809 na Pułk 11. ułanów XW
- Pułk 5. ułanów – wystawiony kosztem Ryszczewskiego i obywateli Podola austriackiego i rosyjskiego, przemianowany rozkazem z dnia 7 grudnia 1809 na Pułk 12. ułanów XW
- Pułk 6. ułanów – wystawiony kosztem Trzcielskiego i obywateli Podola austriackiego i rosyjskiego, przemianowany rozkazem z dnia 7 grudnia 1809 na Pułk 15. ułanów XW
- Pułk 7. ułanów – wystawiony kosztem Tarnowskiego i obywateli Podola austriackiego i rosyjskiego, przemianowany rozkazem z dnia 7 grudnia 1809 na Pułk 16. ułanów XW
- Pułk 1. huzarów – pod dowództwem Tollińskiego, wystawiony kosztem cyrkułu lubelskiego, zamojskiego, bialskiego i stanisławowskiego, przemianowany rozkazem z dnia 7 grudnia 1809 na Pułk 13. huzarów XW.

Natomiast ta część piechoty galicyjsko-francuskiej, która wywodzi się z ziem wyzwolonych w wyniku wojny austriacko-polskiej, sformowana była następująco:
- Pułk 1. piechoty – pułk. Sznajder wystawiony kosztem cyrkułu lubelskiego, zamojskiego, bialskiego i stanisławowskiego, przemianowany potem na 13. pułk piechoty XW
- Pułk 5. piechoty – pułk. Konstanty Czartoryski, wystawiony kosztem księcia Konstantego Czartoryskiego, przemianowany potem na 16. pułk piechoty XW
- Pułk 6. piechoty – pułk. Hornowski, wystawiony kosztem ordynata Zamoyskiego w dobrach Ordynacji Zamoyskich, przemianowany potem na 17. pułk piechoty XW.

## Kalendarium działań wojennych

### Wojna polsko-austriacka
- 14 kwietnia 1809 – Austriacy przekraczają granicę Księstwa na Pilicy
- 15 kwietnia 1809 – potyczka pod Mogielnicą
- 17 kwietnia 1809 – potyczka pod Coniewem
- 19 kwietnia 1809 – bitwa pod Raszynem (nierozstrzygnięta)
- 21 kwietnia 1809 – 48-godzinny rozejm na opuszczenie Warszawy przez Wojsko Polskie
- 23 kwietnia 1809 – Wojsko Polskie opuszcza, a Austriacy wkraczają do Warszawy. Sztab Józefa X. Poniatowskiego staje w Zegrzu.
- 25 kwietnia 1809 – bitwa pod Grochowem (wygrana Polaków)
- 27 kwietnia 1809 – bitwa pod Radzyminem (wygrana Polaków)
- 2–3 maja 1809 – bitwa pod Ostrówkiem (wygrana Polaków)
- 5 maja 1809 – potyczka pod Kockiem
- 10 maja 1809 – oblężenie Płocka przez Austriaków
- 14 maja 1809 – zajęcie Lublina przez Polaków
- 15 maja 1809 – oblężenie Torunia (nieudane dla Austriaków)
- 18 maja 1809 – atak na fortyfikacje Sandomierza i zajęcie przez Polaków
- 20 maja 1809 – atak na fortecę w Zamościu i zajęcie przez Polaków
- 21 maja 1809 – potyczka na Kępie Zawadzkiej koło Wilanowa wygrana przez Polaków
- 26 maja 1809 – próba przekraczania Wisły pod Żeraniem odparta przez Polaków
- 27 maja 1809 – zajęcie Lwowa przez Polaków
- 2 czerwca 1809 – ks. Józef Poniatowski powołuje Rząd Centralny Wojskowy Tymczasowy Obojga Galicji
- 2 czerwca na 3 czerwca 1809 w nocy Austriacy opuszczają Warszawę
- Obrona zamku sanockiego pod dowództwem gen. Ksawerego Krasickiego przed Austriakami (czerwiec)
- 11 czerwca 1809 – bitwa pod Jedlińskiem
- 12 czerwca 1809 – bitwa pod Gorzycami (inna nazwa: bitwa pod Wrzawami)
- 18 czerwca 1809 – bitwa pod Zaleszczykami
- 18 czerwca 1809 – odbicie Sandomierza przez siły arcyksięcia Ferdynanda
- 1 lipca 1809 – bitwa pod Jeziorną (na Lwowszczyźnie, pod dowództwem Piotra Strzyżewskiego)
- 3 lipca 1809 – bitwa pod Zagroblą (na Lwowszczyźnie, pod dowództwem Piotra Strzyżewskiego)
- 5 lipca 1809 – Książę Poniatowski rozpoczyna ofensywę z rejonu Radomia na południe
- 11 lipca 1809 – rozejm francusko-austriacki
- 14 lipca 1809 – starcia forpoczty Rożnieckiego pod Żarnowcem na przedpolu Krakowa
- 15 lipca 1809 – wkroczenie księcia Poniatowskiego do Krakowa
- 16–18 lipca 1809 – bitwa pod Chmielówką (na Lwowszczyźnie, pod dowództwem Piotra Strzyżewskiego)
- 14 października 1809 – ziemie wyzwolone z wyjątkiem rejonu Lwowa przyłączone traktatem z Schonbrunn do Księstwa Warszawskiego

### Główny teatr działań (wojna francusko-austriacka)
- 21–22 kwietnia 1809 – zwycięska dla Francuzów bitwa pod Eckmühl
- 12 maja 1809 – Napoleon zajął Wiedeń
- 16–17 maja 1809 – niepowodzenie Francuzów w bitwie pod Aspern i Essling nad Dunajem
- 6 lipca 1809 – zwycięstwo Napoleona nad Austriakami w bitwie pod Wagram
- 11 lipca 1809 – rozejm francusko-austriacki
- 18 października 1809 – pokój w Schönbrunnie